# Hans Julius Schneider
Hans Julius Schneider (* 27. Juni 1944 in Freiburg im Breisgau) ist ein deutscher Philosophieprofessor.

## Leben
Schneider wurde als Sohn von Julius Schneider und seiner Frau Ferdinande, geborene Gocke, geboren. Ab 1963 studierte er Philosophie, Germanistik und Anglistik an der FU Berlin, in Austin (Texas) und an der Universität Erlangen-Nürnberg.
Von 1983 bis 1996 war er Professor für Philosophie an der Universität Erlangen-Nürnberg, von 1996 bis 2009 an der Universität Potsdam. Er ist einer der Mitherausgeber der Deutschen Zeitschrift für Philosophie. Seine Philosophie ist stark von Wittgenstein geprägt. Sein Buch Religion (2008) machte ihn auch in der Theologie bekannt.

## Werke
- Religion (Grundthemen Philosophie), De Gruyter, Berlin, 2008, ISBN 978-3-11-019598-9
- Phantasie und Kalkül, Über die Polarität von Handlung und Struktur in der Sprache, Suhrkamp, Frankfurt, 1999, ISBN 978-3-518-29031-6
- Pragmatik als Basis von Semantik und Syntax, Suhrkamp, Frankfurt, 1975, ISBN 978-3-518-57441-6